# Занзибарский договор
Занзибарский договор (также называемый Гельголандско-занзибарское соглашение и Англо-Германское соглашение 1890 года) — договор, подписанный 1 июля 1890 года между Великобританией и Германской империей, который урегулировал колониальные интересы двух держав в Африке.

## Условия договора
Договор разграничивал сферы интересов Германии в восточной и юго-западной Африке. К Германской Юго-Западной Африке (современная Намибия) должна была быть присоединена так называемая полоса Каприви, через которую немецкие владения приобретали суверенный доступ к реке Замбези. В восточной Африке Великобритания признавала немецкой сферой территории между океаном и Великими африканскими озёрами, где впоследствии была основана колония Германская Восточная Африка (будущая Танганьика, в настоящий момент — материковая часть Танзании, Руанда и Бурунди). Великобритания обязалась добиться от султана Занзибара согласия на передачу Германии прибрежной полосы вокруг Дар-эс-Салама, которая формально принадлежала Занзибару и которую тогда арендовала Немецкая Восточно-африканская Компания. Также Германия получила остров Гельголанд, расположенный в Северном море неподалёку от побережья Германии, который принадлежал Великобритании с 1807 года.
В обмен на это Германия передавала Великобритании протекторат над небольшим восточно-африканским султанатом Виту на побережье Кении и некоторые территории в Восточной Африке, необходимые для строительства железной дороги от побережья к озеру Виктория. Она также отказывалась от претензий на территории к северу от султаната Виту и обязывалась не вмешиваться в любые британские акции касательно Занзибарского султаната. После заключения соглашения Великобритания объявила протекторат над султанатом (в состав которого входил также остров Пемба), а в результате Англо-занзибарской войны, которая произошла в 1896 году, получила полный контроль над этим государством.
Также соглашение устанавливало границы между немецким Тоголендом и британской колонией Золотой Берег, а также между немецким Камеруном и британской Нигерией. Она провозглашала свободу перемещения и торговли в районе озера Чад, декларировала взаимное признание прав физических и юридических лиц, а также свободу миссионерской деятельности в колониальных владениях сторон.

## Последствия
Остров Гельголанд сыграл значительную роль в последующем военно-морском развитии Германии — кроме укрепления безопасности побережья он стал главной базой немецкого флота.
Договор вызвал большое неудовлетворение со стороны империалистических партий Германии, сторонников более активной экспансии в Африке и в мире. Немецкая правая пресса писала, что «мы меняем королевства (Уганду, Виту и Занзибар) на корыто (Гельголанд)». Популярное в прессе название договора «Гельголандско-занзибарское соглашение» должно было сформировать впечатление, что Германия отдала Британии Занзибар в обмен на Гельголанд, обмен откровенно неравноценный. Впрочем, Гельголанд оказался единственным немецким территориальным приобретением колониальной эпохи, которое было сохранено за Германией Версальским договором после её поражения в Первой мировой войне и до сих пор остается немецким.
Более глобальным оказались последствия Занзибарского договора в контексте дальнейшего развития немецкой внешней политики и отношений с европейскими великими державами на рубеже XIX-XX веков. Заключение договора с Великобританией подкрепило в Берлине преувеличенные представления о нормализации и сближении с Великобританией, из-за чего немецкий истеблишмент в целом, и в частности кайзер Вильгельм II и правительство Каприви довольно легко отказались от продления оборонительного Договора перестраховки. Однако Российская империя достаточно быстро заключила соглашение (франко-русская конвенция) с Францией, а третье правительство лорда Солсбери, столкнувшись с эксцентричностью нового германского кайзера и амбициозной германской военно-морской программой, отказалось от заключения англо-германского договора. В целом Германия курсировала между Англией и Россией в 1890-х годах и не вызывала особого доверия ни у одной из сторон. Это недоверие усилилось, когда Германия начала поддерживать Османскую империю в ее восточной политике, в конечном итоге направленной против России, и в тоже время продолжала развивать свой военный флот и приобретать колониальные владения, оказывая знаки поддержки бурам.